# 畸齒龍形類
畸齒龍形類（Heterodontosauriformes）是群植食性恐龍，屬於鳥臀目。畸齒龍形動物是由徐星等人，在發現隱龍之後於2006年所建立，包含頭飾龍類與畸齒龍科（該科起初被分類於鳥腳下目）。